# Imed Ketata
Imed Ketata est un footballeur tunisien qui évoluait au poste de défenseur.
Il a joué successivement à l'Océano Club de Kerkennah, au Club sportif sfaxien et à l'Association sportive de Djerba.

## Palmarès
- Coupe de la Ligue tunisienne de football (1) :
  - Vainqueur : 2003